# Antonio Escohotado
Antonio Escohotado Espinosa (Madri, 5 de julho de 1941 – Ibiza, 21 de novembro de 2021) foi um filósofo, jurista, ensaísta e tradutor espanhol. Ele foi uma figura controversa na Espanha por sua postura contra a proibição das drogas.

## Vida
Escohotado passou os primeiros dez anos de sua vida no Rio de Janeiro, Brasil, onde seu pai trabalhava como adido de imprensa na embaixada espanhola. Mais tarde, ele retornou a Madri, onde começou a estudar direito e filosofia, e escreveu uma tese sobre Hegel, intitulada "A Consciência Infeliz. Um Ensaio sobre a Filosofia da Religião de Hegel".[carece de fontes?]
Em 1964, começou a trabalhar no Instituto de Crédito Oficial (ICO), um banco público espanhol, Mais tarde, em 1970, largou o emprego e mudou-se para Ibiza, onde trabalhou como tradutor. Em 1976, fundou a boate "Amnesia", que mais tarde se tornou uma das mais populares da ilha.[carece de fontes?]
Em 1983, ele foi preso e encarcerado por porte de cocaína. Diante da situação, ele se declarou inocente e alegou que havia sido incriminado pela polícia. Enquanto estava na prisão, escreveu sua obra mais importante, "História Geral das Drogas". Após sua libertação, ele trabalhou como professor de direito, sociologia e filosofia e metodologia da ciência na Universidade Nacional de Educação à Distância.[carece de fontes?]
Escohotado morreu em 21 de novembro de 2021 em Ibiza, aos oitenta anos.